# Pisara basimicans
Pisara basimicans är en fjärilsart som beskrevs av George Francis Hampson 1894. Pisara basimicans ingår i släktet Pisara och familjen trågspinnare. Inga underarter finns listade i Catalogue of Life.